# E venne un uomo
E venne un uomo is een Brits-Italiaanse dramafilm uit 1965 onder regie van Ermanno Olmi. Het scenario is gebaseerd op het leven van paus Johannes XXIII.

## Verhaal
De prent is een biografie van paus Johannes XXIII, die zelf niet als personage voorkomt in de film. In plaats daarvan treedt Rod Steiger op als tussenpersoon. Hij vertelt het levensverhaal van de paus. Intussen reist hij rond door de plaatsen in Bergamo, waar de paus is opgegroeid.

## Rolverdeling
| Acteur            | Personage                    |
| ----------------- | ---------------------------- |
| Rod Steiger       | Tussenpersoon                |
| Adolfo Celi       | Giacomo Radini-Tedeschi      |
| Giorgio Fortunato | Secretaris van de nuntius    |
| Ottone Candiani   | Zondige priester van Venetië |
| Alfonso Orlando   | Pastoor                      |
| Alberto Rossi     | Angelo Roncalli (7 jaar)     |
| Giovanni Rossi    | Angelo Roncalli (10 jaar)    |
| Fabrisio Rossi    | Angelo Roncalli (4 jaar)     |
| Pietro Germi      | Vader van de paus            |
| Rita Bertocchi    | Moeder van de paus           |
| Antonio Bertocchi | Oom Xavier                   |
| Antonio Ruttigni  | Don Pietro                   |